# Gorgonolaureus tricornutus
Gorgonolaureus tricornutus is een kreeftachtigensoort uit de familie van de Synagogidae. De wetenschappelijke naam van de soort is voor het eerst geldig gepubliceerd in 1991 door Grygier.